# Caught out There
"Caught out There" es el sencillo debut del álbum debut Kaleidoscope (1999) de Kelis. El sencillo tuvo un éxito moderado en los Estados Unidos, donde alcanzó la posición número 54; tuvo más éxito en Europa, especialmente en el Reino Unido donde se volvió primer éxito top cinco, alcanzando el número 4.

## Listad e canciones
CD single
1. "Caught out There" (UK Radio Edit) – 3:36
2. "Caught out There" (The Neptunes Extended Mix) – 6:23
3. "Suspended" – 4:53
4. "Caught out There" (Video)

Casete single
1. "Caught out There" (UK Radio Edit) – 3:36
2. "Caught out There" (The Neptunes Extended Mix) – 6:23
3. "Suspended" – 4:53

## Charts
| Chart (2000)                     | Posición |
| -------------------------------- | -------- |
| Australian Singles Chart         | 26       |
| Belgian Singles Chart (Flanders) | 15       |
| Belgian Singles Chart (Wallonia) | 14       |
| Canadian Singles Chart           | 10       |
| Dutch Top 40                     | 3        |
| French Singles Chart             | 96       |
| German Singles Chart             | 40       |
| Irish Singles Chart              | 23       |

| Chart (2000)                         | Posición |
| ------------------------------------ | -------- |
| Italian Singles Chart                | 10       |
| New Zealand Singles Chart            | 32       |
| Norwegian Singles Chart              | 11       |
| Swedish Singles Chart                | 10       |
| Swiss Singles Chart                  | 35       |
| UK Singles Chart                     | 4        |
| U.S. Billboard Hot 100               | 54       |
| U.S. Billboard Hot R&B/Hip-Hop Songs | 9        |